# Kościół św. Józefa w Kairze
Kościół św. Józefa w Kairze – rzymskokatolicki kościół przy Rue Banque Misr, siedziba parafii łacińskiego wikariatu apostolskiego Aleksandrii.

## Historia
Pod koniec XIX wieku w części Kairu nazywanej Abdin mieszkało wielu europejskich katolików, dla których franciszkanie z Kustodii Ziemi Świętej postanowili wybudować kościół. Wicekról Isma’il Pasza wyznaczył w 1871 roku teren pod zabudowę, na którym wzniesiono kościół. W 1882 roku dobudowano dom dla zakonników. Wzrastająca liczba wiernych wpłynęła na podjęcie decyzji o wybudowaniu jeszcze większego kościoła, który wzniesiono w latach 1904–1908 wg projektu Aristide Leonoriego. Wraz ze świątynią zbudowano klasztor i budynki zaplecza duszpasterskiego. W 1909 roku przy kościele ustanowiono parafię liczącą wówczas ok. 10000 wiernych.

## Galeria

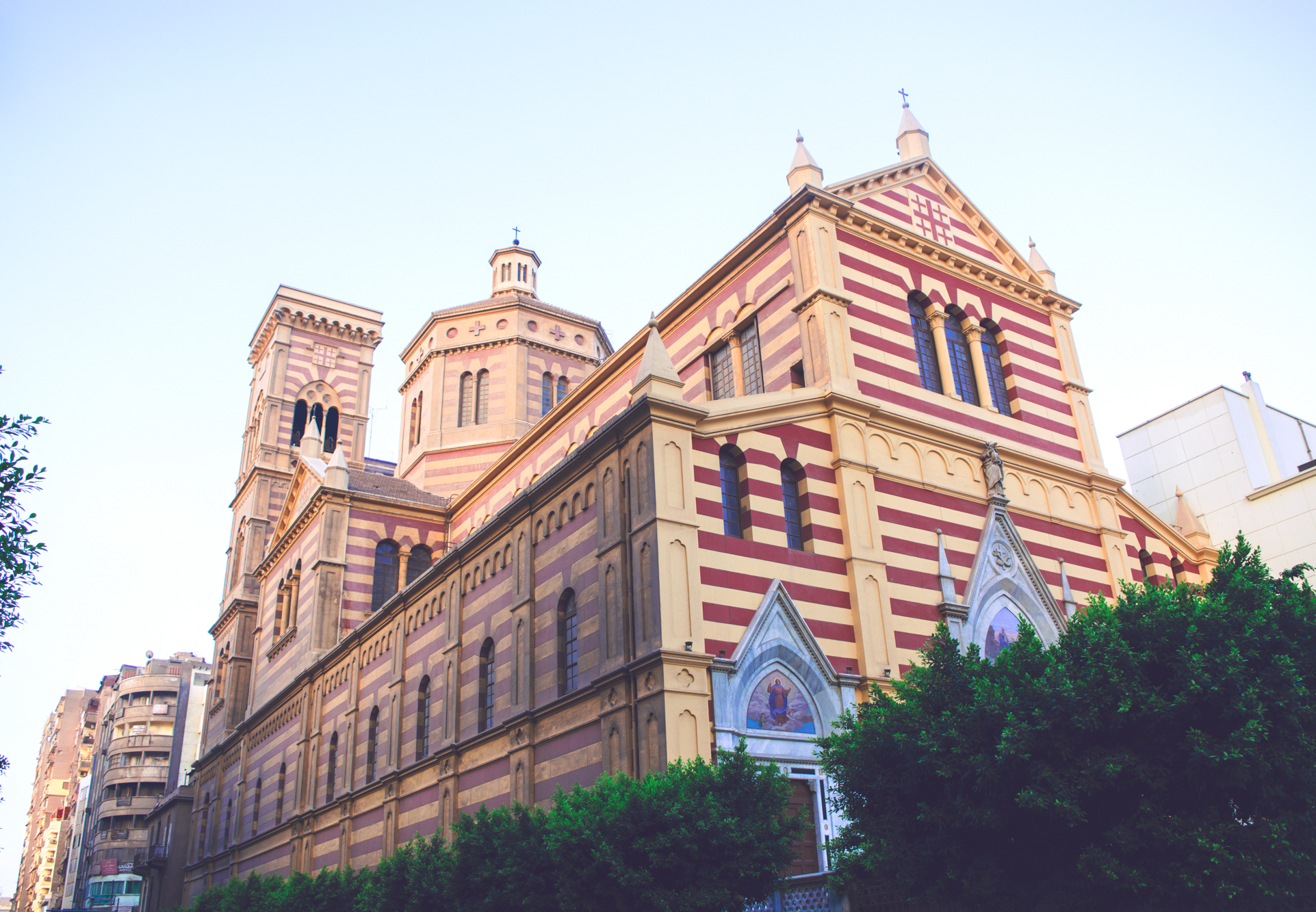
Widok od strony ulicy
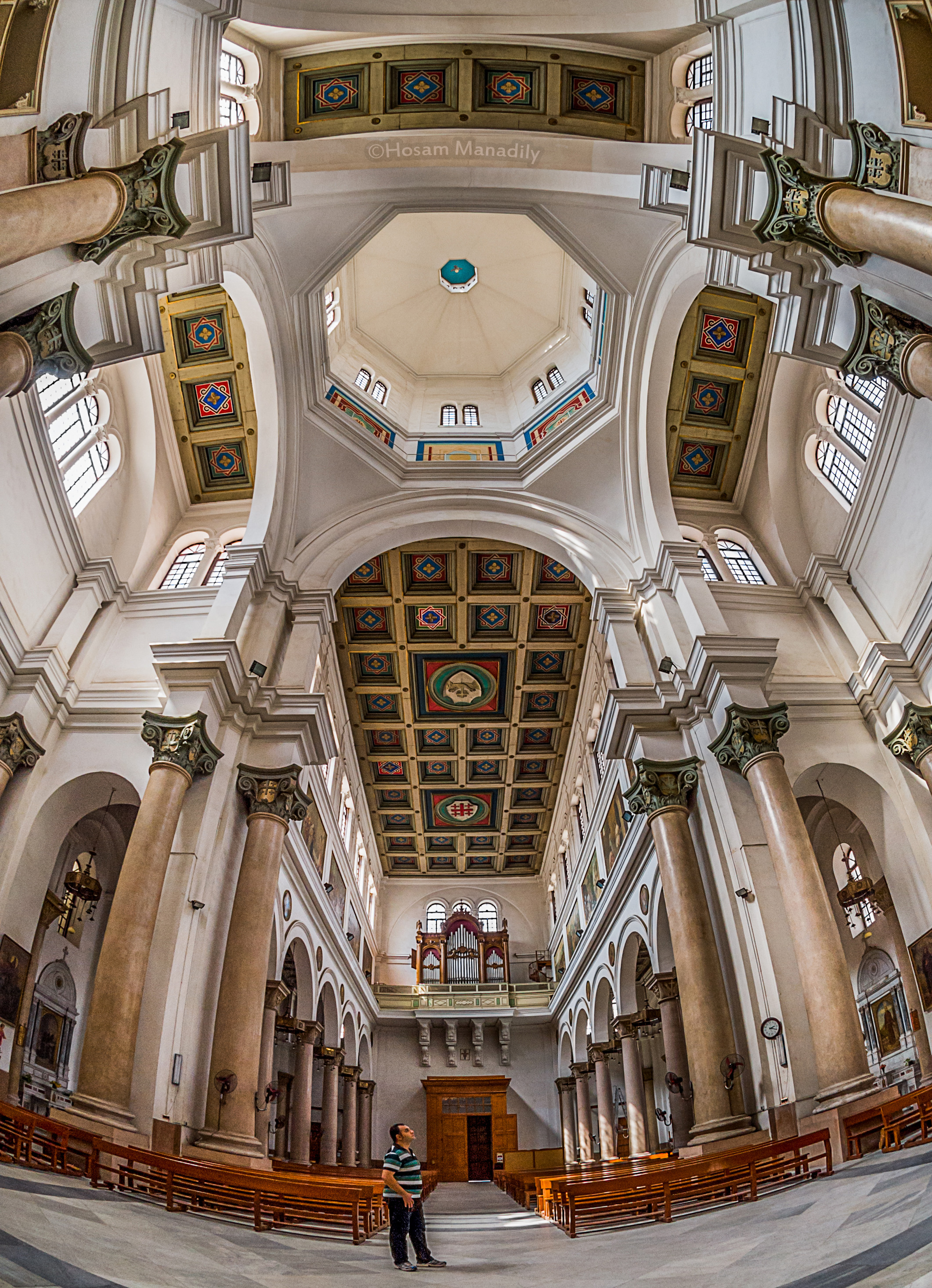
Wnętrze